# Het duo
Het duo, ook wel Het duet getiteld, is een schilderij van de Nederlandse kunstschilder Hendrick ter Brugghen, olieverf op doek, 106 × 82 centimeter groot, gemaakt in 1628. Het toont een levendig tafereel met luitspeler en achter hem een wulpse zangeres. Het werk bevindt zich in de collectie van het Louvre te Parijs.

## Context
Ter Brugghen behoorde tot de Utrechtse caravaggisten, verbleef tien jaar in Italië en introduceerde mede het chiaroscuro in de Nederlanden. Eenmaal terug in zijn vaderland zou hij zich niet meer alleen toeleggen op de religieuze schilderkunst. In toenemende mate ging hij ook taferelen maken met drinkende, kaartspelende en musicerende mensen, met een aantal duidelijke kenmerken van de tronie, in de zin dat hij zich sterk richtte op het karakter van zijn personages en het overbrengen van een reële ervaring van aanwezigheid. Het duo, dat hij een jaar voor zijn overlijden schilderde, is hiervan een typerend voorbeeld. Werken als deze belichamen het allegorische concept van de vijf klassieke zintuigen, in dit geval het gehoor, waarbij de kunstenaar in zijn creatie een beleving trachtte te incorporeren die verder ging dan enkel het zichtbare, om daarmee de kijker beter te bereiken. Ook tijdgenoten als Judith Leyster en Dirck van Baburen schilderden dergelijke taferelen, regelmatig ook met luitspelers.

## Afbeelding
Ter Brugghen portretteert in Het duo een zingende luitspeler en achter hem een wulpse zangeres met een diep decolleté, die het ritme meeklapt. Door zijn modellen sterk op de voorgrond te plaatsen benadrukt hij hun sensuele aantrekkingskracht en creëert hij een realistisch gevoel van presentie, ook waar het de muziek betreft. Het is een "luid schilderij", aldus kunsthistoricus Bruno Walther. De toeschouwer waant zich bij het schouwspel aanwezig kan het duo "bijna horen".
De iconografische compositorische structuur van Het duo, strak en evenwichtig, langs twee kruisende diagonalen die de dramatiek van het tafereel benadrukken, is duidelijk ontleend aan de Italiaanse schilderkunst. De heldere belichting, die vooruitloopt op de Leidse fijnschilders en afwijkend is van wat hij in Italië had geleerd, is realistisch en met groot vakmanschap weergegeven. De technische uitwerking, met het verfijnde penseelgebruik, is van hoog niveau en duidelijk anders dan wat hij in zijn religieuze en historische werken liet zien. Met dit alles toont Ter Brugghen aan dat hij niet alleen elementen uit de Italiaanse schilderkunst overnam, maar deze bovenal doorontwikkelde tot een geheel eigen stijl.

## Andere werken met luitspelers, zelfde periode

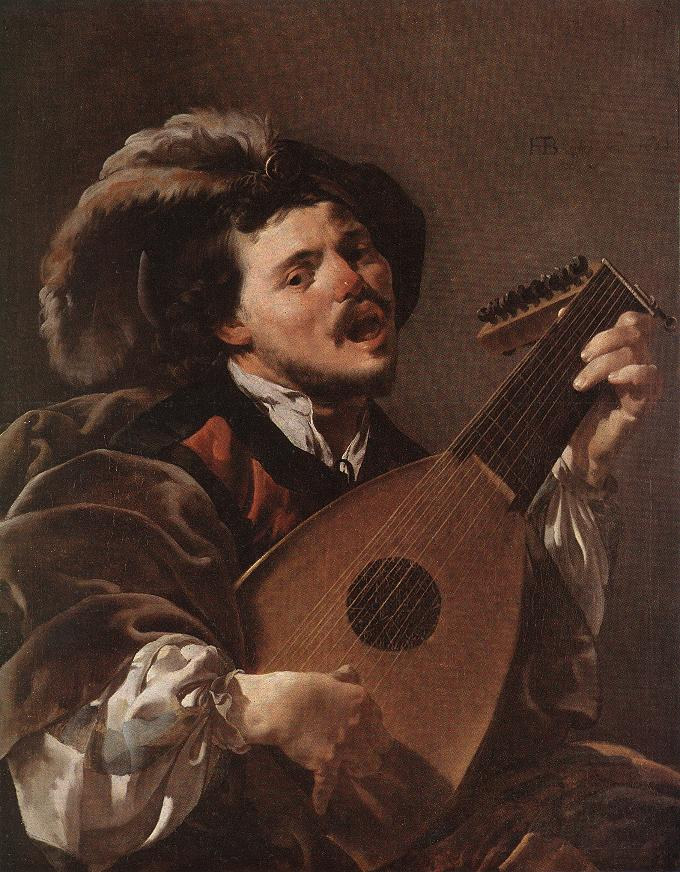
Ter Brugghen: De zingende luitspeler, 1624
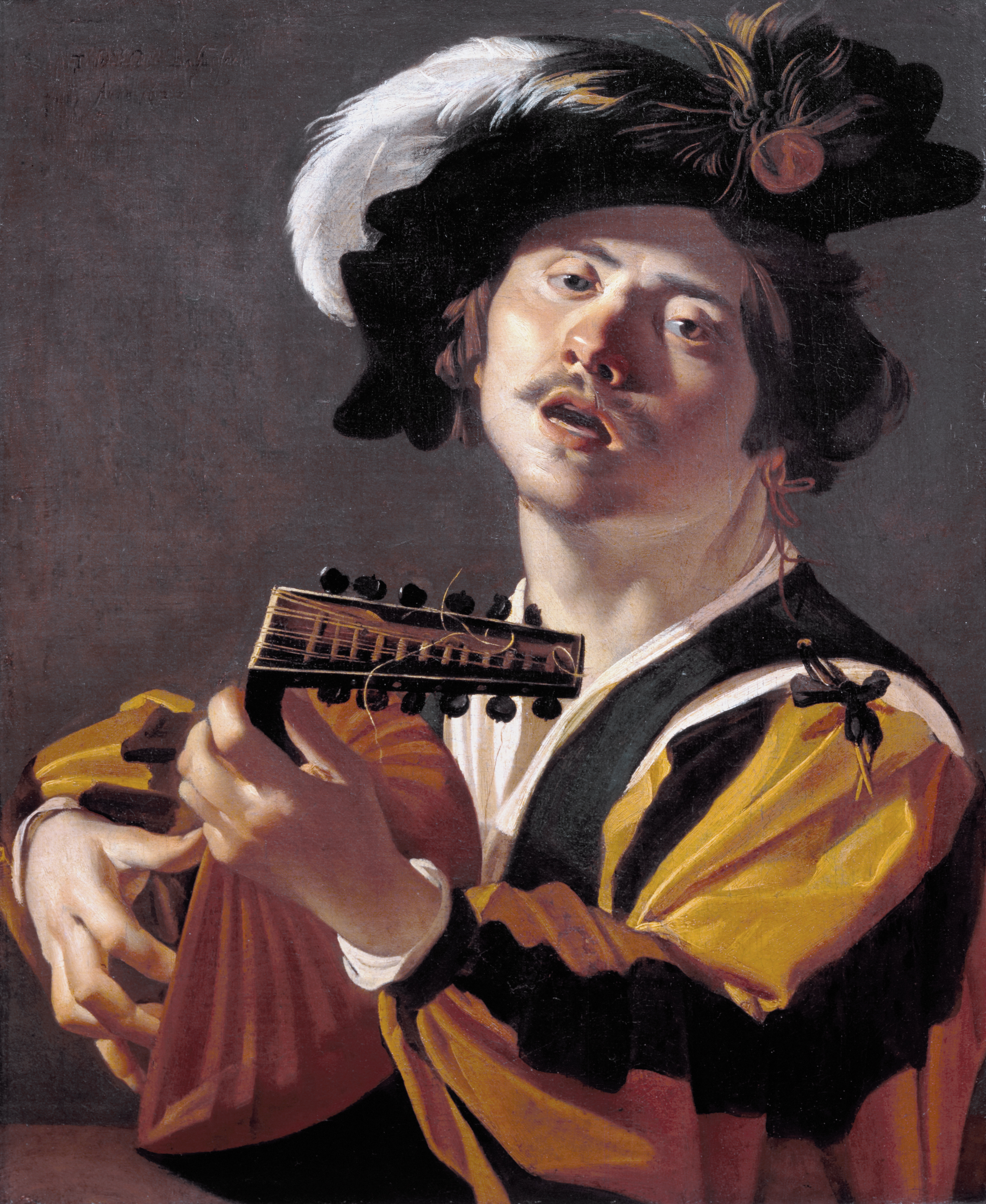
Van Baburen: De luitspeler, 1622
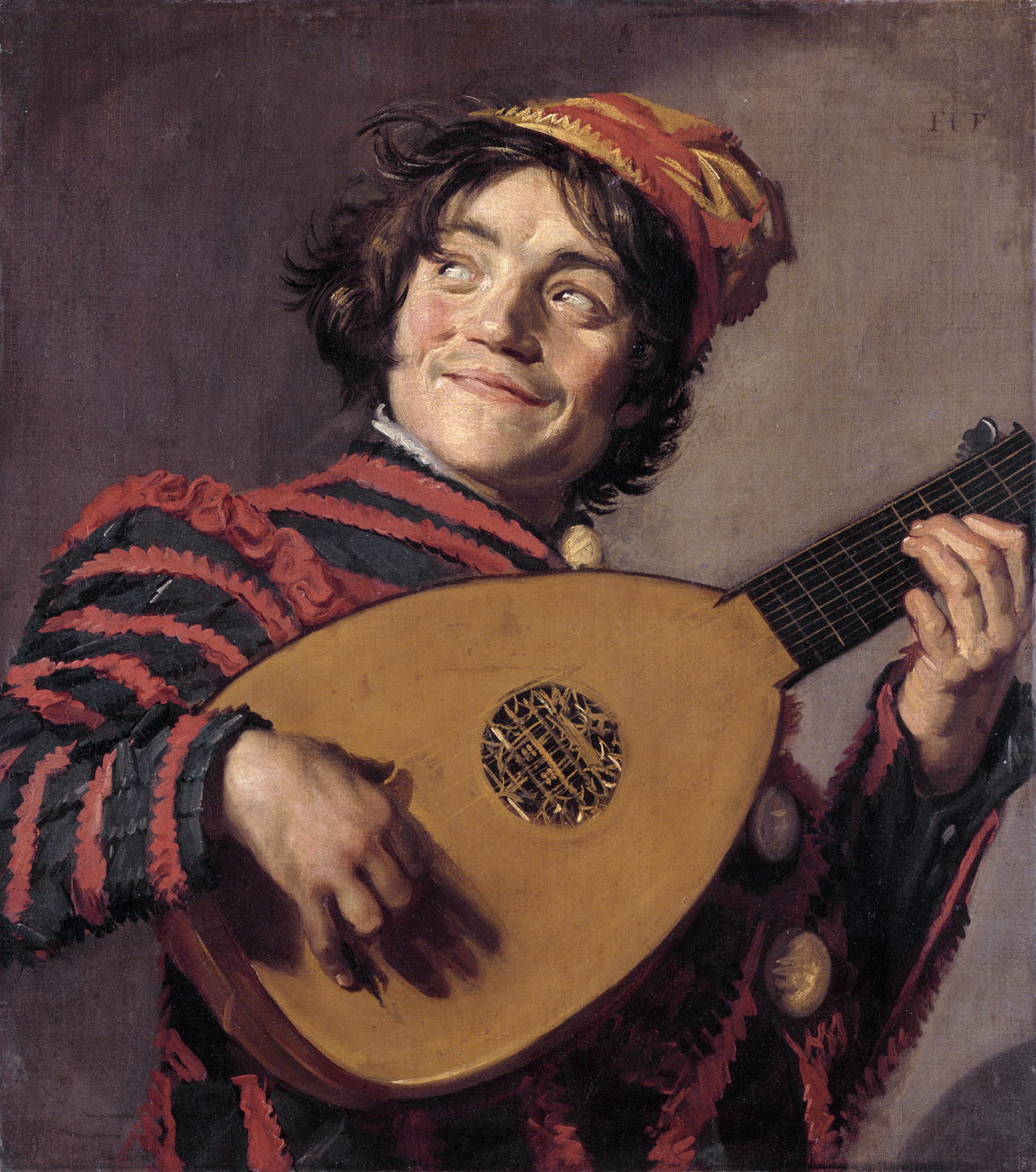
Hals: Nar met een luit, 1623-1624
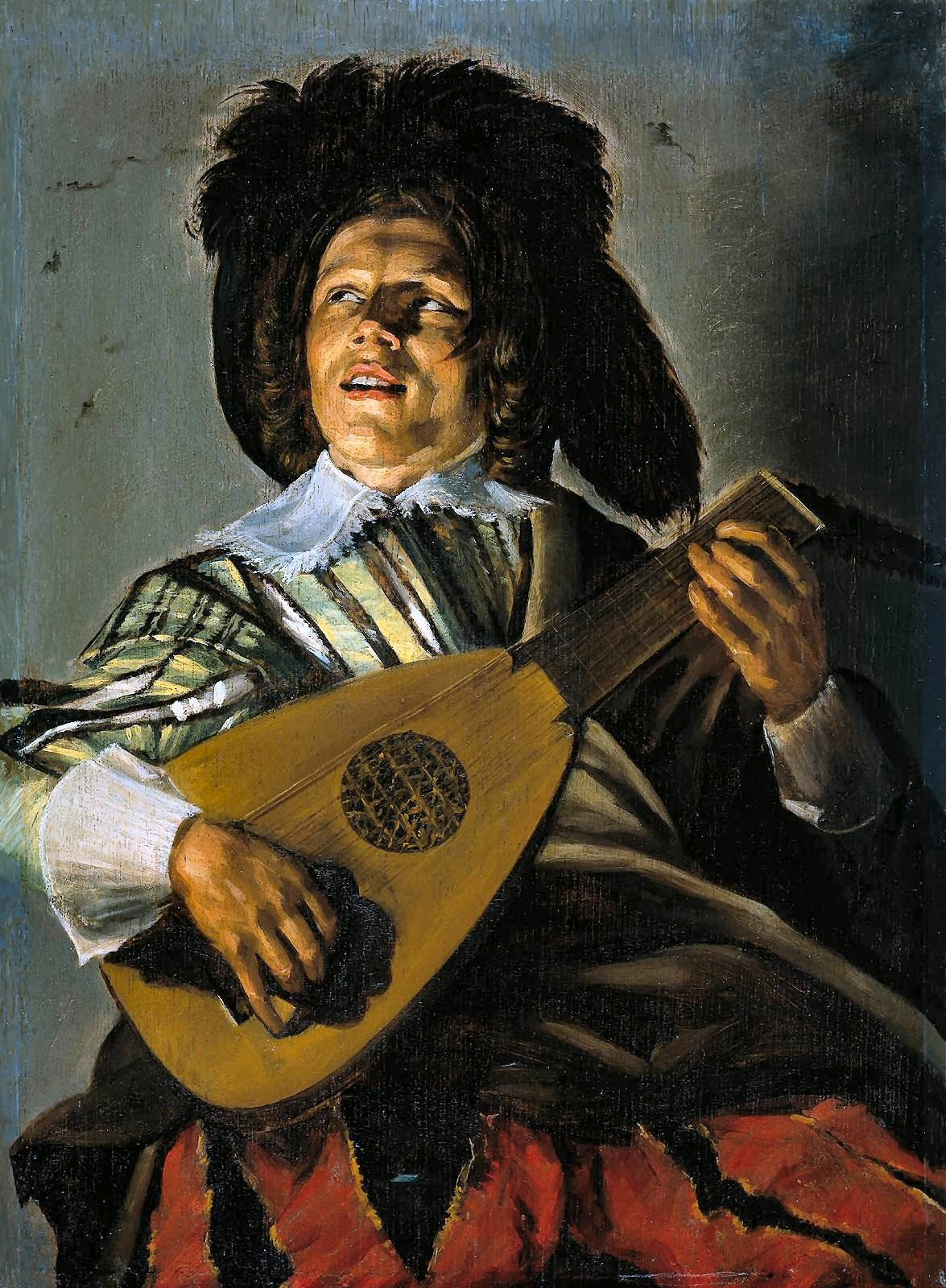
Leyster: De serenade, 1629